# André Verdet

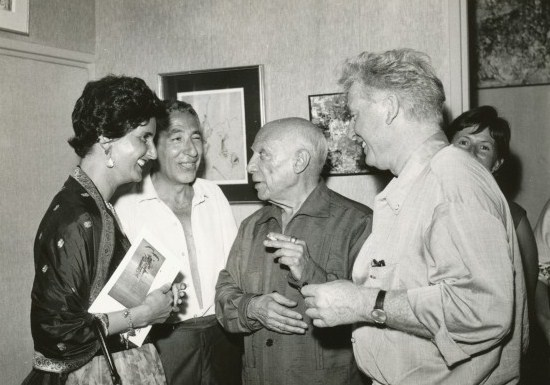
André Verdet, com Pablo Picasso, Édouard Pignon (à direita) e Soshana Afroyim (à esquerda) em 1962

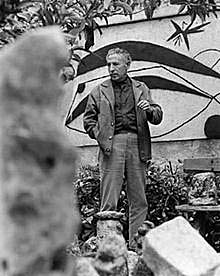

André Verdet, (Nice, 4 de março de 1913 - Saint-Paul-de-Vence, 19 de dezembro de 2004) foi um poeta, pintor, escultor e ceramista francês.
Amigo de Jean Cocteau, Pablo Picasso, Joan Miró, Marc Chagall, Fernand Léger , Paul Eluard e Jacques Prévert, entre outros, André Verdet foi autor de pequenos poemas anedóticos, ora humorísticos, ora líricos, sempre com economia vocabular, utilizando as palavras de R. Magalhães Júnior na antologia "O Livro de Ouro da Poesia da França" .
Membro da Resistência francesa durante a II Guerra Mundial, foi preso pela Gestapo, libertado em 1945 e, posteriormente, condecorado com a Legião de Honra.
Entre suas obras individuais constam La nuit n'est pas la nuit e Les jours, les nuits et puis l'aurore e, em português, teve como tradutor o poeta Carlos Drummond de Andrade.

## Obras[2][3]
- Face a nous les Betes
- Poèmes et ballades
- Chanson cruelle (1942)
- Histoires (1946), poemas, com Jacques Prévert e André Virel.
- La nuit n'est pas la nuit (1948)
- Poèmes (1947), assinado por Prévert e Verdet.
- CASSINARI (1959)
- La Vallée des Merveilles (1964)
- Les jours, les nuits et puis l'aurore (1978)